# Julián Borderas Pallaruelo
Julián Borderas Pallaruelo, El Sastre (Bescós de Garcipollera, 9 de enero de 1899 - Ciudad de México, 28 de septiembre de 1980) fue un político y sindicalista socialista español. Fue uno de los líderes de la facción civil de la Sublevación de Jaca y uno de los fundadores de la Agrupación Socialista de esa localidad. En 1936 se convirtió en el primer diputado con el que contó el PSOE en la provincia de Huesca. En el exilio se convirtió en una de las figuras principales del socialismo prietista, ocupando, además, importantes cargos de diversa índole en otras instituciones. 

## Biografía

### Los años previos a la República
Julián Borderas Pallaruelo nació en 1899 en el pequeño pueblecito de Bescós de Garcipollera (Huesca) en el seno de una familia humilde. A los once años, al no poder su familia costearle unos estudios, comenzó a trabajar por distintos pueblos del Pirineo aragonés al servicio de un sastre itinerante. Esto le puso en contacto con un oficio en el que trabajaría hasta el final de sus días. Tras una estancia en Madrid y en París, en la que perfeccionó sus artes con la aguja, montó en Jaca, en 1923, su primer taller de sastrería. Un año después, fundó, junto a Alfonso Rodríguez El Relojero y Mariano Vizcarra, la Agrupación Socialista de Jaca. Fue la primera de este signo político de toda la provincia de Huesca. 

### La sublevación de Jaca
Julián Borderas conoció al capitán Fermín Galán en 1930, poco después de que, tras ser liberado de su cárcel de Montjuich, este se trasladara a Jaca. Enseguida se sumó a la sublevación que estaba preparando Galán para traer a España la República. Si bien la intervención de Borderas fue más administrativa y política que militar, no hay duda de que puede considerársele, junto a Antonio Beltrán Casaña el Esquinazau y Alfonso Rodríguez el Relojero, uno de los principales líderes de la facción civil de la misma. Una de sus labores fue organizar el primer –y breve- ayuntamiento republicano de la ciudad, ocupando en el mismo el cargo de vocal. Fracasada la sublevación, fue enviado a prisión, en donde estuvo hasta la proclamación de la República, el 14 de abril de 1931.

### La bandera republicana
Borderas, a petición de Fermín Galán, cosió la enseña tricolor que ondearía en el ayuntamiento de Jaca el 12 de diciembre de 1930 y que, pocos meses después, se convertiría en la Bandera de la Segunda República Española. Hay una novela, de Carlos Rojas, Azaña, ganadora del Premio Planeta de 1973, en la que aparece Borderas y en la que se dice que fue él quien diseñó la bandera. Este error ha llevado a importantes confusiones sobre el origen de la enseña. En realidad, como ha demostrado el historiador Enrique Sarasa, Borderas se limitó a utilizar un diseño que ya venía de bastantes años atrás. Sin embargo, sí se debe a él, o, más bien, al hecho de la Sublevación de Jaca, que la popularizó mucho más entre el pueblo, que fuera ese diseño tricolor el que acabara relacionándose con la República española.

### La Segunda República en Jaca
Borderas fue uno de los más destacados largocaballeristas de la provincia durante los años de la Segunda República. A su carácter de presidente de la Agrupación Socialista de Jaca deben unirse sus intervenciones en la provincia como sindicalista de la UGT (es el caso, por ejemplo, de la huelga de Sabiñánigo de 1932). Entró nuevamente en la cárcel tras los sucesos revolucionarios de octubre de 1934. En Jaca, sin embargo, la huelga tuvo un carácter totalmente pacífico. En febrero de 1936 fue el único candidato socialista del Frente Popular, en el que estuvo en compañía de Ildefonso Beltrán Pueyo, Joaquín Mallo Castán y Casimiro Lana Sarrate. La victoria absoluta del mismo en Huesca le convirtió en el primer diputado socialista con el que contaba Huesca en su historia.

### Guerra Civil
Borderas tuvo una gran involucración la guerra civil, ya desde la noche del 18 de julio, en la que huyó de Jaca tras enfrentarse, junto a un grupo de jacetanos, a los militares sublevados. Fue uno de los organizadores del Batallón «Alto Aragón», y, pronto, después de que Alfonso Rodríguez fuera destituido del mismo, se hizo con el cargo de comisario en el mismo. Pasó después a desempeñar las mismas funciones en la 130.ª Brigada Mixta hasta que, en el verano de 1937, fue elevado al puesto de Comisario del X Cuerpo de Ejército, en el frente de Aragón. Al término de la guerra era comisario general de Ingenieros en Barcelona. En Aragón también trabajó para reestructurar el Frente Popular y, sobre todo, al PSOE y la UGT altoaragoneses. Respecto al Consejo de Aragón, siguió la política emanada oficialmente por el PSOE. Debe señalarse también que durante la guerra civil abandonó definitivamente su posición de largocaballerista para apoyar el grupo prietista. Fue también uno de los pocos diputados que asistieron en el castillo de Figueras a la última reunión de las Cortes republicanas en territorio español, a comienzos de febrero de 1939.

### El exilio en Francia y en África
Borderas cruzó la frontera francesa, tras la caída de Cataluña, en febrero de 1939. A finales de 1940 fue enviado al campo de concentración de Agde. Pronto se evadió y tomó, clandestinamente, un barco en Marsella. Fue capturado en Argel, encarcelado y trasladado a distintos campos de trabajo en África, entre ellos, el de Bou Arfa. A finales de 1941 consiguió salir del mismo y tomar el vapor Quanza para trasladarse a México.

### En México
Una vez en México, Borderas se convirtió en uno de los más destacados hombres del bando prietista. Ya el 22 de octubre de 1942 se integró, como vocal, en la directiva de la Minoría Socialista, y, tres años después, 19 de agosto de 1945, fue nombrado contador de la primera directiva de la Agrupación Socialista Española en México. En los años siguientes fue vicepresidente y secretario de la Minoría Parlamentaria Socialista, vicepresidente del Centro Republicano Español, vocal de la editorial Pablo Iglesias, presidente de la Peña Joaquín Costa, y miembro de la Benéfica Hispana.
También destacó por su trayectoria profesional. De hecho, fue uno de los sastres más solicitados por los republicanos españoles (entre ellos, el del mismo Indalecio Prieto) y trabajó para hombres como, por ejemplo, el ministro de Educación del PRI de México, Agustín Yáñez, o el astronauta Yuri Gagarin. También realizó los vestuarios de algunas películas mexicanas. En 1974, tras la ruptura —dos años antes— del PSOE en dos grupos, él optó por defender el de los renovadores de Felipe González. Murió en 1980, en Ciudad de México.